# Federales porteños
Los Federales Porteños fue un grupo político y social de Buenos Aires surgido en 1824 como oposición a los unitarios y aliado a los federales del interior del país con los cuales coincidían solo en parte.

## Ideología

Bandera Federal. Tenía una franja roja y otra blanca, ya que el color que representaba a los federales era el rojo.

Los Federales Porteños defendían el ideal de los federales del Interior, basándose en que cada provincia sería un territorio aparte con un gobierno y leyes propias, que se autogobernarían independientemente de un gobierno central en Buenos Aires (ideal de los unitarios). Aun así aceptaban ser representados por un gobierno solo por cuestiones protocolares y de comercio (para comerciar libremente con Inglaterra debían, por exigencia de dicho país, tener un gobierno en representación de todas las provincias para tener oportunidad de diálogo y acuerdo ante diferentes situaciones).
Sus ideales diferían con los del Interior en que los gobiernos de cada provincia no debían ser mantenidos con capital aportado por la aduana de Buenos Aires, ideal de los federales del Interior, que vivían en una condición de pobreza. El comercio era una actividad fundamental en Buenos Aires, estaba muy incentivado por Inglaterra, a la que se exportaban cueros, vinos y otros productos característicos de la zona y se importaban desde allí productos finos como las telas y otros manufacturados. Esta actividad recaudaba mucho dinero para la Aduana, y Buenos Aires disfrutaba de una condición económica de riqueza.

## Referentes
Un gran representante de los Federales Porteños fue Juan Manuel de Rosas, un hacendado que fue el jefe de los federales bonaerenses. Formaban parte de este grupo comerciantes con capital como Braulio Costa, y hacendados y terratenientes como Victorio García de Zúñiga y Warnes, Tomás de Anchorena, Juan Nepomuceno Terrero, José María Rojas.